# Вергес Альсага, Фернандо
Фернандо Вергес Альсага (исп. Fernando Vérgez Alzaga; род. 1 марта 1945, Саламанка, Испания) — испанский куриальный кардинал, член конгрегации Легионеров Христа. Титулярный епископ Вильяманья ин Прокунсолари с 15 октября 2011 по 9 сентября 2021. Генеральный секретарь губернаторства государства-града Ватикана с 30 августа 2013 по 1 октября 2021. Титулярный архиепископ Вильяманья ин Прокунсолари с 8 сентября 2021. Председатель Папской Комиссии по делам государства-града Ватикан и губернатор государства-града Ватикан с 1 октября 2021 по 1 марта 2025. Кардинал-дьякон с титулярной диаконией Санта-Мария-делла-Мерчеде-э-Сант-Адриано-а-Вилла-Альбани с 27 августа 2022.

## Кардинал
29 мая 2022 года папа римский Франциск объявил, что 21 прелат будут возведены в достоинство кардиналов на консистории от 27 августа 2022 года, среди которых было названо имя и архиепископа Фернандо Вергеса Альсаги.
27 августа 2022 года состоялась консистория на которой Фернандо Вергес Альсага получил кардинальскую шапку, кардинальский перстень и титулярную диаконию Санта-Мария-делла-Мерчеде-э-Сант-Адриано-а-Вилла-Альбани.